# Jatropha euarguta
Jatropha euarguta là một loài thực vật có hoa trong họ Đại kích. Loài này được M.G.Gilbert & Thulin mô tả khoa học đầu tiên năm 1991.